# Фредро, Александр

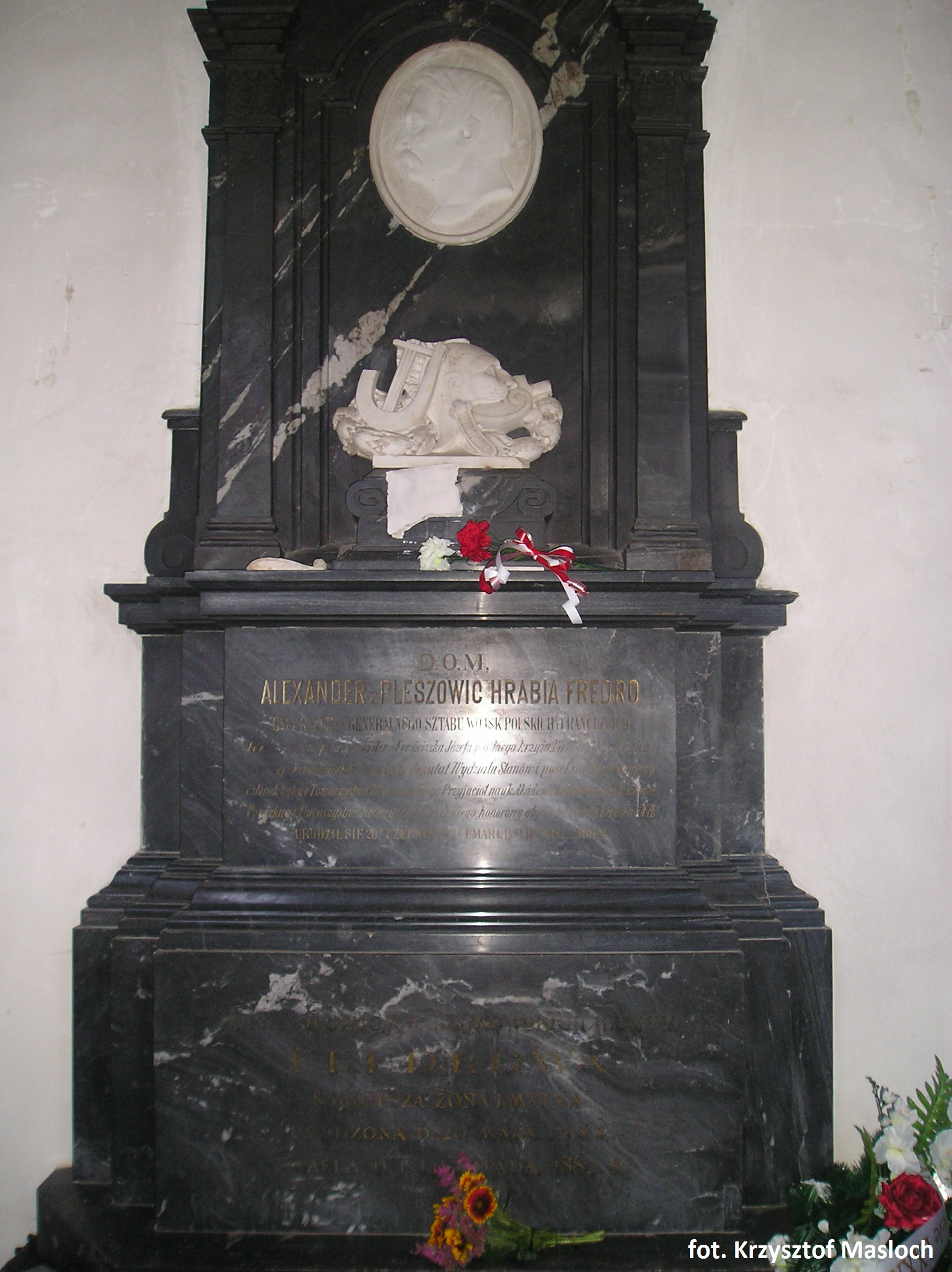
Место захоронения Я. Фредро в костёле в Рудках

Граф Алекса́ндр Фре́дро (пол. Aleksander Fredro; 20 июня 1793, Сурохув возле Ярослава, Галиция, Австрийская империя — 15 июля 1876, Львов, Австро-Венгрия) — польский комедиограф, поэт и мемуарист.

## Биография

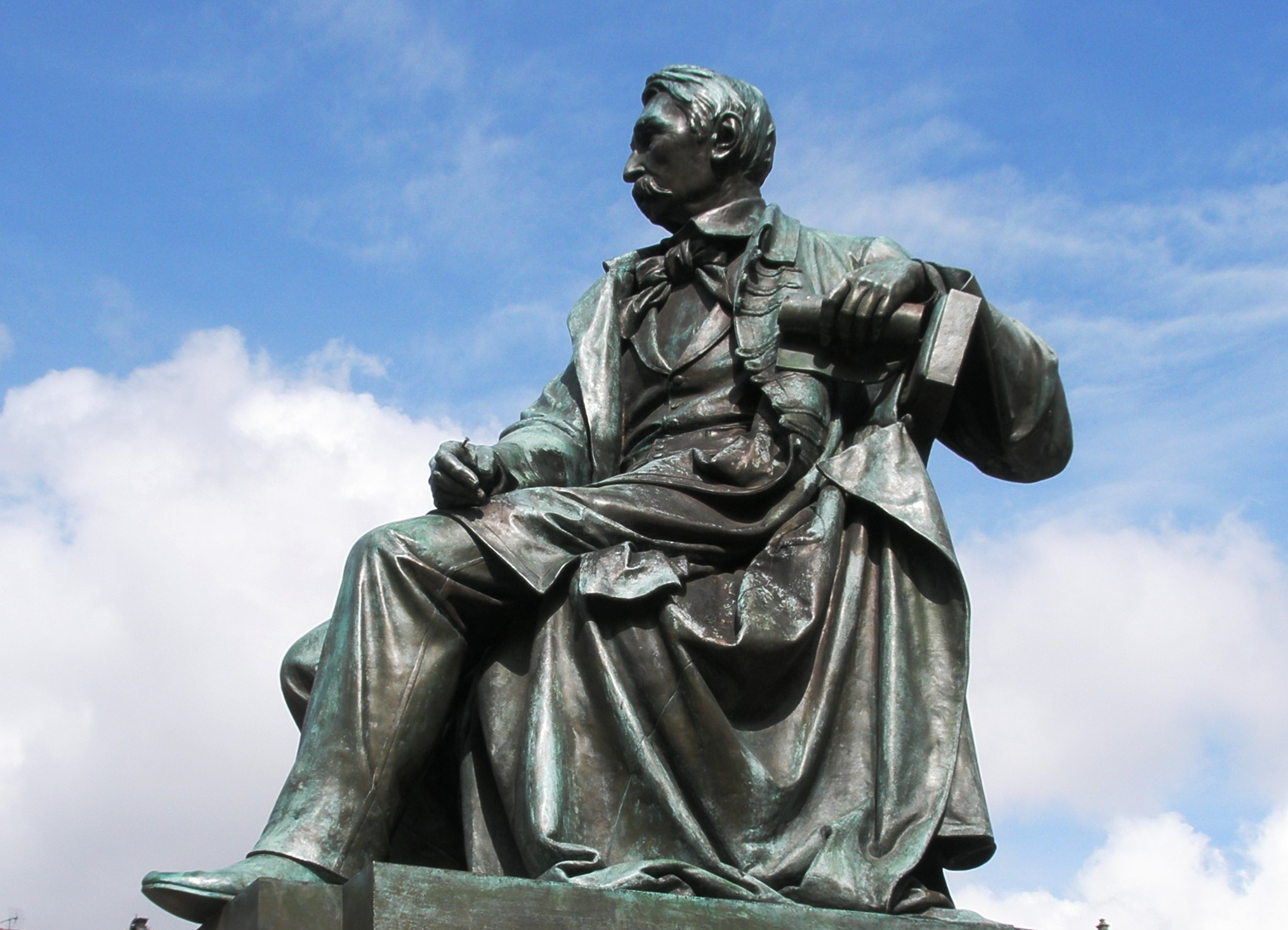
Памятник Александру Фредра во Вроцлаве (перенесён из Львова)

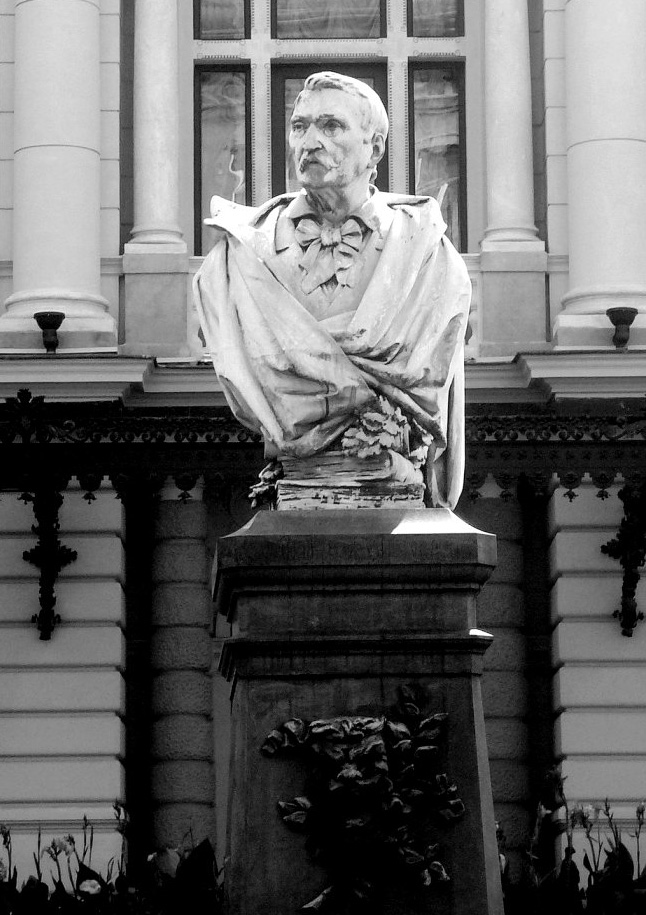
Памятник Александру Фредро перед театром им. Юлиуша Словацкого в Кракове

Родился в богатой графской семье Фредро. Образование получил дома, никогда не учился в общественных учебных заведениях.
После гибели матери, Марианны Фредро, во время пожара в семейном имении в Беньковой Вишне (1806 год) вместе с отцом, Яцеком Фредро, и братом Яном переехал во Львов. В 1809 году вступил в армию Варшавского герцогства, впоследствии служил в войсках Наполеона Бонапарта.
В 1812 году получил Золотой Крест «Virtuti Militari» за участие в походе Наполеона на Москву. В 1814 году был отмечен крестом «Почётного Легиона». В 1815 году после отречения Наполеона вернулся на родину, где занялся хозяйством в семейном имении Беньковая Вишня. Оставляя Париж, написал:

Выехали вместе, но по разным мотивам: Наполеон на Эльбу, а я себе в Рудки.
В 1818 году создал свою первую заметную комедию «Господин Гельдхаб» (на сцене с 1821 года). В 1828 году после смерти отца унаследовал родительское имение. В 1829 вступил в Общество друзей науки.
В 1846 году после 18 лет жизни в деревне супруги Фредро поселились во Львове, на «Хорунщизне» (ныне район ул. Чайковского). В 1848 году во время революции 1848 года в Галиции был членом польского Львовского национального совета (Rada Narodowa Lwowska). В 1850—1855 годах (с небольшими перерывами) жил во Франции.
С 1861 года был депутатом Галицкого краевого сейма, хлопотал о строительстве в Галиции первой железной дороги, организовал Земское кредитное общество и Галицкую сберегательную кассу.
Похоронен в семейной крипте костёла в Рудках (ныне Львовская область).

## Творчество

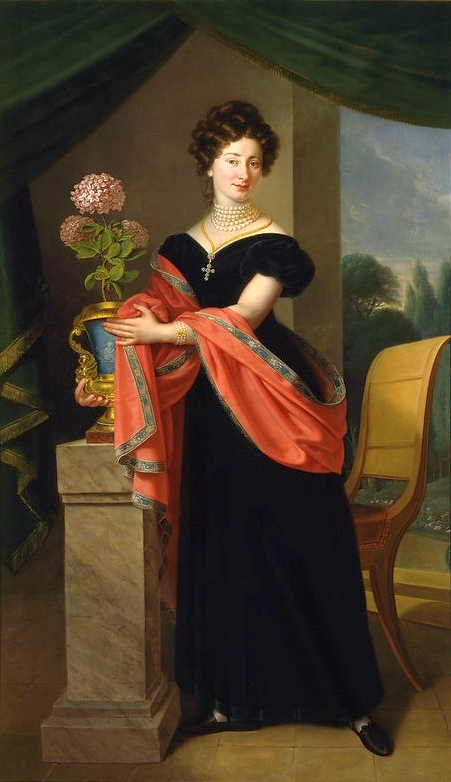
К. Г. Швайкарт. Портрет Софьи Фредро (1798—1882)

Александр Фредро был автором комедий обычаев из жизни шляхты, в основном, провинциальной. Писал стихотворения, поэмы, афоризмы. Принадлежал к эпохе романтизма, но был далёк от этого стиля, за что его критиковали Северин Гощинский и Лешек Дунин-Борковский. Эта критика заставила Фредро на 18 лет отойти от литературного творчества, писал только воспоминания, опубликованные посмертно в 1877 г. Поздние свои комедии, которые писал в 1854-1868 г., тоже не предлагал ни для сцены, ни для печати, они были изданы посмертно.
Опираясь на традиции Просвещения и на живую театральную практику, внёс в жанр комедии новое социально-бытовое содержание, приблизил сценический язык к разговорному. Комедии Фредро сыграли значительную роль в развитии польского реалистического театра и принадлежат к золотому фонду польской литературы. Его басни в Польше издавна вошли в программу детского чтения. Пьесы Фредро ставятся во многих театрах мира.
Пьеса «Дамы и гусары» в 1960 году была с успехом поставлена Александрой Ремизовой в Театре им. Е. Б. Вахтангова (телеверсия 1976 года).

## Семья
В 1828 году вступил в брак с графиней Зофьей Скарбек (в девичестве Яблоновской), к которой сватался 11 лет. В браке родилось двое детей:
- Ян Александр Фредро (1829-1891) - также стал комедиографом, но малоизвестным; после подавления венгерской революции 1848—1849 годов скрывался во Франции.
- София Людвика Цецилия Констанция (1837—1904), в 1861 году вышла замуж за графа Яна Кантия Ремигиана Шептицкого. В браке родилось семь детей, один из сыновей - Роман Шептицкий, будущий униатский митрополит Андрей Шептицкий.